# Còrnia
La còrnia és la part anterior de la corneosclera, Correspon exactament al 1/6 anterior de l'ull. Els 5/6 restants corresponen a l'escleròtica. És la part frontal transparent de l'ull que cobreix l'iris, la pupil·la i la cambra anterior. La còrnia, juntament amb la cambra anterior i el cristal·lí, refracta la llum. És transparent i més gruixuda en la perifèria que en el centre. Està formada per tres capes cel·lulars separades per dues làmines. Els termes mèdics relacionats amb la còrnia solen començar amb el prefix " querat- " del grec antic κέρας, "banya".
És responsable de dues terceres parts de la capacitat de refracció de l'ull. En humans, el poder refractiu de la còrnia és d'aproximadament 43 diòptries. Encara que la còrnia contribueix a la major part del poder d'enfocament de l'ull, el seu enfocament és fix, per poder poder ajustar la distància focal del conjunt òptic de l'ull, depenent de si l'objecte és proper o llunyà, és el múscul ciliar el que fa variar la curvatura del cristal·lí mitjançant unes fibres anomenades zònules de Zinn. Tanmateix cal remarcar que la còrnia no és tan sols una lent, ja que és el teixit amb major densitat de terminacions nervioses del cos humà.

## Histologia

### Epiteli corneal[6]
- Amida uns 50 micròmetres de gruix i es continua amb l'epiteli de la conjuntiva que recobreix l'escleròtica adjacent.
- Les cèl·lules s'uneixen mitjançant desmosomes formant una o dues capes no queratinitzades.
- Posseeix una notable capacitat regenerativa.
- Posseeix gran quantitat de terminacions nervioses que fan a la còrnia sensible al tacte i susceptible de provocar el fluix de llàgrimes.
- Posseeix microvellositats que retenen la pel·lícula lacrimal.

### Membrana de Bowman
- Làmina homogènia i fibril·lar d'uns 8 micròmetres de gruix.
- Acaba abruptament al limb esclerocornial.
- Proporciona resistència a la còrnia.
- Actua com barrera contra la disseminació d'infeccions.
- No es regenera, si es lesiona queda una cicatriu que fa opaca la visió.
- Està absent o es molt fina en sers no primats.[7][8]

### Estroma
- És el 90% del gruix corneal.
- Compost per 60 làmines primes amb feixos paral·lels de fibres de col·lagen i intercalades amb unes altres làmines de fibroblasts aplanades i disperses.
- Presenta una substància composta de proteoglucans corneals i glucosaminglucans, i que són fonamentals, ja que són els responsables de la translucidesa de la còrnia, de l'espaiament regular de les làmines i del seu correcte acoblament ortogonal, formant 90 graus de forma alterna. A més a més també regulen el diàmetre de les fibres, la qual cosa també ajuda a mantenir la translucidesa.

### Membrana de Descemet
- Làmina basal de les cèl·lules de l'epiteli posterior de la còrnia d'uns 10 micròmetres de gruix.
- El gruix augmenta amb l'edat.
- Es regenera, a diferència de la de Bowman.
- S'estén per la perifèria sota l'escleròtica formant una xarxa anomenada lligament pectinat, els extrems del qual s'insereixen en l'escleròtica i el múscul ciliar i contribueixen a mantenir la curvatura de la còrnia.

### Epiteli posterior
- És la capa de cèl·lules aplanades que recobreixen la superfície corneal i l'única que està en contacte amb la càmera anterior.
- Tots els intercanvis metabòlics de la còrnia es produeixen a través d'aquest epiteli, el que suposa que el seu reticle endoplasmàtic rugós (RER), l'aparell de Golgi i el sistema de vesícules de transport estiguin molt desenvolupats.

## Patologia
- Queratitis, inflamació de la còrnia.
- Úlcera corneal i abrasió corneal, pèrdua de les capes.
- Queratocon, còrnia més prima i que adopta una forma cònica.
- Queratoconjuntivitis seca, ulls secs.